# 瓦赫坦三世
瓦赫坦三世 (1276年—1308年)是巴格拉季昂王朝的成員，為格魯吉亞國王（1302年—1308年在位）。瓦赫坦三世在蒙古統治格魯吉亞期間執政。

## 生平
瓦赫坦三世是格魯吉亞國王德米特里二世和他的首任妻子特拉比宗公主所生的兒子。瓦赫坦三世於1302年被伊兒汗合贊任命為對抗其兄弟大衛八世的王位競爭者，因為大衛八世對蒙古統治發動叛亂。然而，瓦赫坦三世僅控制格魯吉亞首都梯弗里斯和王國的南部及東部部分省份。在對大衛八世的游擊隊發動一次不成功的游擊戰後，兩兄弟同意共同統治王國。然而，瓦赫坦三世的統治大部分時間都要作為格魯吉亞和亞美尼亞輔助軍指揮官，參加無休止的蒙古戰役，特別是對大馬士革（1303年）和吉蘭（1304年）的戰鬥。

## 家庭
瓦赫坦三世迎娶里普西梅。18世紀的格魯吉亞編年史提到她是沙布爾的侄女。他們有兩個已知的兒子：
- 德梅特里，德馬尼西統治者。
- 喬治，薩姆什維爾德（英语：Samshvilde）統治者。